# Буршинский сельсовет
Буршинский сельсовет — административно-территориальная единица и муниципальное образование со статусом сельского поселения в Лакском районе Дагестана Российской Федерации.
Административный центр — село Бурши.

## Население
| 2002 | 2010 | 2012 | 2013 | 2014 | 2015 | 2016 |
| ---- | ---- | ---- | ---- | ---- | ---- | ---- |
| 367  | ↘323 | ↘310 | ↘308 | ↘300 | ↘297 | ↗300 |
| 2017 | 2018 | 2019 | 2020 | 2021 | 2023 | 2024 |
| ↗309 | ↗310 | ↗311 | ↗313 | ↘284 | ↗291 | ↘290 |
| 2025 |      |      |      |      |      |      |
| ↗296 |      |      |      |      |      |      |

## Состав
| № | Населённый пункт | Тип населённого пункта       | Население |
| - | ---------------- | ---------------------------- | --------- |
| 1 | Арцалу           | село                         | ↘102      |
| 2 | Бурши            | село, административный центр | ↘182      |

Село Арцалу расположено в зоне отгонного животноводства на территории Бабаюртовского района.